# Welcome to Sunny Florida
Welcome to sunny Florida es el primer DVD de la cantante y compositora Tori Amos. Fue publicado el 18 de mayo de 2004 en la compañía Sony music. Contiene una grabación en directo de uno de sus conciertos de su gira del 2002 Scarlet's walk, promocionando el álbum que lleva el mismo título. Fue grabado en directo en el Sound Advice Amphiteatre en West Palm Beach, Florida. El DVD también contiene fotografías y material exclusivo incluyendo una larga entrevista con Tori Amos y su madre, Mary. El título es una referencia sarcástica al hecho de que el 4 de septiembre de 2002 — el día de la grabación — hubo una tormenta.
Acompañando al DVD hay un EP llamado Scarlet's hidden treasures, que contiene seis canciones no incluidas en el álbum Scarlet's walk. El DVD/CD fue publicado en una caja simple de CD doble, y en una caja de DVD especial.
Se formó alguna controversia cuando las palabras «fucker» y «cock» fueron censuradas de las grabaciones en directo en la canción «Professional widow». Amos, que es una ávida anticensorista, explicó en una entrevista que sentía que era importante hacer llegar el produto a todo el mundo, y para ello era necesario quitarle la advertencia de «malas palabras» a la portada del CD. De esa manera podría hacer llegar su visión política y otras ideas que expone en sus canciones.
Aunque no se menciona en el disco, ni en la lista de temas, Tori Amos canta las primeras cuatro líneas de «Muhammad my friend» como enlace hacia «Take to the sky».
El trabajo alcanzó el número #1 en el Music Videos and DVD Chart, y el #2 en el equivalente en Estados Unidos. caificándose como un éxito comercial.

## Lista de temas

### DVD
| N.º | Título                             | Duración |  |
| 1.  | «A sorta fairytale» (Tori Amos)    |          |  |
| 2.  | «Sugar» (Tori Amos)                |          |  |
| 3.  | «Crucify» (Tori Amos)              |          |  |
| 4.  | «Interlude #1» (Tori Amos)         |          |  |
| 5.  | «Cornflake girl» (Tori Amos)       |          |  |
| 6.  | «Bells for her» (Tori Amos)        |          |  |
| 7.  | «Concertina» (Tori Amos)           |          |  |
| 8.  | «Interlude #2» (Tori Amos)         |          |  |
| 9.  | «Take to the sky» (Tori Amos)      |          |  |
| 10. | «Leather» (Tori Amos)              |          |  |
| 11. | «Cloud on my tongue» (Tori Amos)   |          |  |
| 12. | «Cooling» (Tori Amos)              |          |  |
| 13. | «Interlude #3» (Tori Amos)         |          |  |
| 14. | «Your cloud» (Tori Amos)           |          |  |
| 15. | «Father Lucifer» (Tori Amos)       |          |  |
| 16. | «Profesional widow» (Tori Amos)    |          |  |
| 17. | «I can't see New York» (Tori Amos) |          |  |
| 18. | «Precious things» (Tori Amos)      |          |  |

#### Extras
| N.º | Título                    | Duración |  |
| 1.  | «Tombigbee» (Tori Amos)   |          |  |
| 2.  | «Amber Waves» (Tori Amos) |          |  |
| 3.  | «Hey Jupiter» (Tori Amos) |          |  |

#### Canciones del DVD sin video
| N.º | Título                                                                           | Duración |  |
| 1.  | «Wednesday» (Tori Amos)                                                          |          |  |
| 2.  | «Tombigbee» (Tori Amos (primera toma))                                           |          |  |
| 3.  | «Virginia» (Tori Amos)                                                           |          |  |
| 4.  | «Sweet sangria» (Tori Amos)                                                      |          |  |
| 5.  | «Past the mission» (Tori Amos (aparece el audio en una galería de diapositivas)) |          |  |

### CD:Scarlet's hidden treasures
| N.º | Título                                       | Duración |  |
| 1.  | «Ruby through the looking glass» (Tori Amos) |          |  |
| 2.  | «Seaside» (Tori Amos)                        |          |  |
| 3.  | «Bug a Martini» (Tori Amos)                  |          |  |
| 4.  | «Apollo's frock» (Tori Amos)                 |          |  |
| 5.  | «Tombigbee» (Tori Amos)                      |          |  |
| 6.  | «Indian summer» (Tori Amos)                  |          |  |